# Làn sóng UFO Pháp
Làn sóng UFO Pháp hoặc Làn sóng những vụ chứng kiến UFO mùa thu năm 1954 dùng để chỉ một khoảng thời gian đã diễn ra, đặc biệt là ở Pháp, nhiều vụ quan sát và chứng kiến UFO, đặc biệt là trong các tháng 9, 10 và 11 năm 1954, với đỉnh điểm là vào tháng 10. Làn sóng này khá là nổi tiếng trong giới nghiên cứu UFO.

## Diễn biến chính
- Ngày 10 tháng 9: Marius Dewilde tuyên bố chính mắt nhìn thấy một UFO ở Quarouble.
- Ngày 24 tháng 9: UFO được quan sát tại sáu địa phương: (Bayonne, Lencouacq, Tulle, Ussel, Gelles, Vichy).
- Ngày 26 tháng 9: một “cuộc tiếp xúc cự ly gần loại ba” giữa ban ngày được[1] bởi một cư dân sống ở Chabeuil trình báo.
- Ngày 30 tháng 9: gần Marcilly-sur-Vienne, thuộc khu Indre-et-Loire, Georges Gatay, quản lý công trường xây dựng, và bảy công nhân nhìn thấy một chiếc đĩa bay ở mặt đất và một sinh vật dạng người thấp bé đội mũ bảo hiểm. Chiếc đĩa và sinh vật dạng người biến mất một cách rất kỳ lạ.[2]
- Ngày 7 tháng 10: UFO được quan sát ở gần Saint-Jean-d'Assé, trên quốc lộ 138, tại La Ferté-Macé, Lavenay, Ballon, Montlevicq, Cassis, Corbigny, Puymoyen, Marcillac; Tổng cộng có 28 địa phương bị ảnh hưởng bởi hiện tượng này.
- Ngày 24 tháng 10: cách Boulogne-sur-Mer khoảng 7 km ở gần khu Ambleteuse, Émile Turpin, thanh tra SNCF, nhìn thấy một chiếc đĩa bay trên bầu trời. UFO có màu kim loại nhạt và có phần phình ra ở giữa. Turpin chụp được hai bức ảnh của UFO này.[3]

### Trường hợp Bélesta
Ngày 16 tháng 10 ở Bélesta (Ariège), vào khoảng 9 giờ 30 phút tối, người dân đã nhìn thấy một vầng sáng dường như đến từ một vật thể rất sáng bóng ẩn bên rìa núi. Vật thể bay lên trên trời, hạ xuống, xuất hiện và biến mất nhiều lần liên tiếp. Khoảng 9 giờ 40 tối, các nhân chứng nhìn thấy vật thể thứ hai. Sau một vài phút, họ không chỉ nhìn thấy hai, mà là tới ba vật thể, thay đổi màu sắc. Hiện tượng kết thúc lúc 10 giờ 05 phút tối. Tờ La Dépêche du Midi dành một bài báo dài cho hiện tượng này và nói về "những quả cầu phát sáng biến đổi trong nửa giờ thành một vòng tròn kỳ diệu".
Vào năm 2009, mọi người đều biết rằng trường hợp này là một trò lừa bịp. Sau năm mươi lăm năm, các tác giả (Jean et André Sibra, René Lagarde, Gérard Pibouleau, Gérard Coléra) vẫn cười về nó. Vật thể giả được làm từ phuộc xe đạp, tay lái, bánh xe và đèn điện mạnh gắn vào cấu trúc vật thể.